# 劳动不是商品
“劳动不是商品”（英語：Labour is not a commodity）是國際勞工組織创始文件序言中表述的原则。它表达的观点是，人不应被视为无生命的商品、资本，即一种纯粹的生产要素或资源。为生计而工作的人应该被视为人，得到应有的尊严和尊重。Paul O'Higgins认为这句话出自约翰·凯尔斯·英格拉姆在1880年都柏林的英国工会大会的讲话。

## 法律
- 《1914年克莱顿法案》，该法案赋予美国工会组织和采取集体行动而不必支付法院罚款的自由
- 《凡尔赛条约》，第427条，建立国际劳工组织
- 《1944年费城宣言（英语：Declaration of Philadelphia）》，在联合国之下重建国际劳工组织并重申劳动不是商品的首要原则